# Слепая зона антенны
Слепая зона антенны — объём пространства (обычно конусообразной формы), в который антенна физически не может излучать из-за ограниченной диаграммы направленности (ДНА) или формы крепления.
Наглядным примером слепой зоны антенны могут служить локаторы обзора системы управления воздушным движением. Его горизонтальная составляющая ДНА достаточно узкая, а вертикальная имеет веерообразную форму с углом места до 70° от горизонтальной плоскости. При вращении антенны вокруг вертикальной оси на экране диспетчера отображаются отметки воздушных судов, находящихся не выше 70° от горизонта. Область выше и есть слепая зона данной антенны.